# Богдановка (Алтайский край)
Богдановка — упразднённый в 1983 году посёлок в Табунском районе Алтайского края. Находился на территории Серебропольского сельсовета. Малая родина Героя Советского Союза А. Д. Емельяненко.

## География
Располагался у озера Малое Яровое.

## История
Основан в 1909 году. В 1928 году посёлок Богдановка состоял из 165 хозяйств. Центр Богдановского сельсовета Славгородского района Славгородского округа Сибирского края.
Ликвидирован в 1983 году.

## Население
В 1928 году в посёлке проживало 882 человека (441 мужчина и 441 женщина), основное население — украинцы.

## Известные уроженцы, жители
Анатолий Дмитриевич Емельяненко (1918—1988) — лейтенант Военно-морского флота СССР, участник Великой Отечественной войны, Герой Советского Союза (1944).